# Guaiagorgia anas
Guaiagorgia anas är en korallart som beskrevs av Manfred Grasshoff och Philip Alderslade 1997. Guaiagorgia anas ingår i släktet Guaiagorgia och familjen Gorgoniidae. Inga underarter finns listade i Catalogue of Life.